# Jean Jadot
Jean Jadot (Brussel·les, 23 de novembre de 1909 - Woluwe-Saint-Pierre, 21 de gener de 2009) va ser un religiós belga de l'Església Catòlica Romana. Va exercir com a delegat apostòlic als Estats Units de 1973 a 1980 i President del Secretariat dels no cristians de 1980 a 1984.

## Biografia
Jean Jadot va néixer a Brussel·les en una coneguda família aristocràtica, i el seu pare, Lembert, fou un destacat enginyer industrial que va viatjar arreu del món, fins i tot a la Xina i al Congo. El 1926 va entrar a la Universitat de Lovaina, on el 1930 es va doctorar magna cum laude en filosofia amb una tesi sobre el treball d'Alfred Edward Taylor.
Malgrat l'oposició del seu pare, va entrar al seminari de l'arxidiòcesi de Mechelen, i fou ordenat sacerdot pel cardenal Jozef-Ernest van Roey l'11 de febrer de 1934. De 1934 a 1940 va ser capellà a Brussel·les, i de 1940 a 1952 va treballar com a capellà en el treball juvenil i en la capellania militar. De 1952 a 1960 va ser capellà militar al Congo Belga, i de 1960 a 1968 fou director a Bèlgica de la Societat per a la Propagació de la Fe.
El 23 de febrer de 1968 fou nomenat arquebisbe titular de Zuri així com delegt apostòlic a Laos, Singapur i Malàisia. Fou consagrat pel cardenal Suenens l'1 de maig de 1968.
Fou nomenat nunci apostòlic a Tailàndia el 28 d'agost de 1969. El 15 de maig de 1971 fou nomenat nunci apostòlic a Gabon i Camerun i delegat apostòlic a Guinea Equatorial. El 23 de maig de 1973 fou nomenat delegat apostòlic als Estats Units, posició en la qual es mantindria fins al 27 de juny de 1980, quan fou nomenat Pro-President del Secretariat de No Cristians. Es va mantenir en aquest últim càrrec fins a la seva jubilació el 8 d'abril de 1984.
Jadot era considerat com un líder progressista per l'Església nord-americana i algunes de les decisions que va prendre polaritzaren el clergat estatunidenc. Era favorablement pel Vaticà sota el papa Pau VI, qui va rebutjar l'oferta inicial de renúncia de Jadot. Però el seu successor Joan Pau II va acceptar la renúncia posterior de Jadot el 1980.
Va morir a Woluwe-Saint-Pierre el 21 de gener de 2009.